# Brad Smith (advogado)
Bradford Lee Smith (Wisconsin, 17 de janeiro de 1959) é um advogado norte-americano, que se tornou presidente da Microsoft em 2015 e vice-presidente em 2021.

## Infância
Smith nasceu em 17 de janeiro de 1959, em Milwaukee, Wisconsin. Seu pai, engenheiro e gerente da Wisconsin Bell, mudou-se com a família várias vezes pelo estado. Smith se formou na Appleton West High School em Appleton, onde foi presidente do corpo estudantil e editor do jornal escolar.
Smith conheceu sua esposa Kathy Surace-Smith enquanto eles estudavam na Universidade de Princeton. Smith obteve um bacharelado em artes em 1981, após concluir uma longa tese de conclusão de curso de 199 páginas intitulada "A Política dos Refugiados: O Desenvolvimento e Promoção do Direito Internacional dos Refugiados". Smith e sua esposa se formaram juntos em Princeton em 1981 e ambos continuaram na Columbia Law School. Eles se casaram em 1983 e passaram o ano letivo de 1983-1984 estudando direito internacional no Instituto de Pós-Graduação em Estudos Internacionais na Suíça, antes de retornarem à Columbia para se formarem em 1985. Eles têm um filho, nascido em 1992, e uma filha nascida em 1995.

## Carreira
O primeiro emprego de Smith após a formatura foi como escriturário do juiz federal dos Estados Unidos Charles Miller Metzner. Em 1986, ele ingressou no escritório de advocacia em Washington, Covington & Burling. Ele tinha uma condição para o trabalho: ter seu próprio computador pessoal. Assim, foi a primeira pessoa na empresa com um; ele trabalhou com o Microsoft Word versão 1.0. Smith trabalhou por três anos em Washington e quatro em Londres, administrando o uso de software. Em 1993 ele se tornou sócio do negócio.

### Microsoft

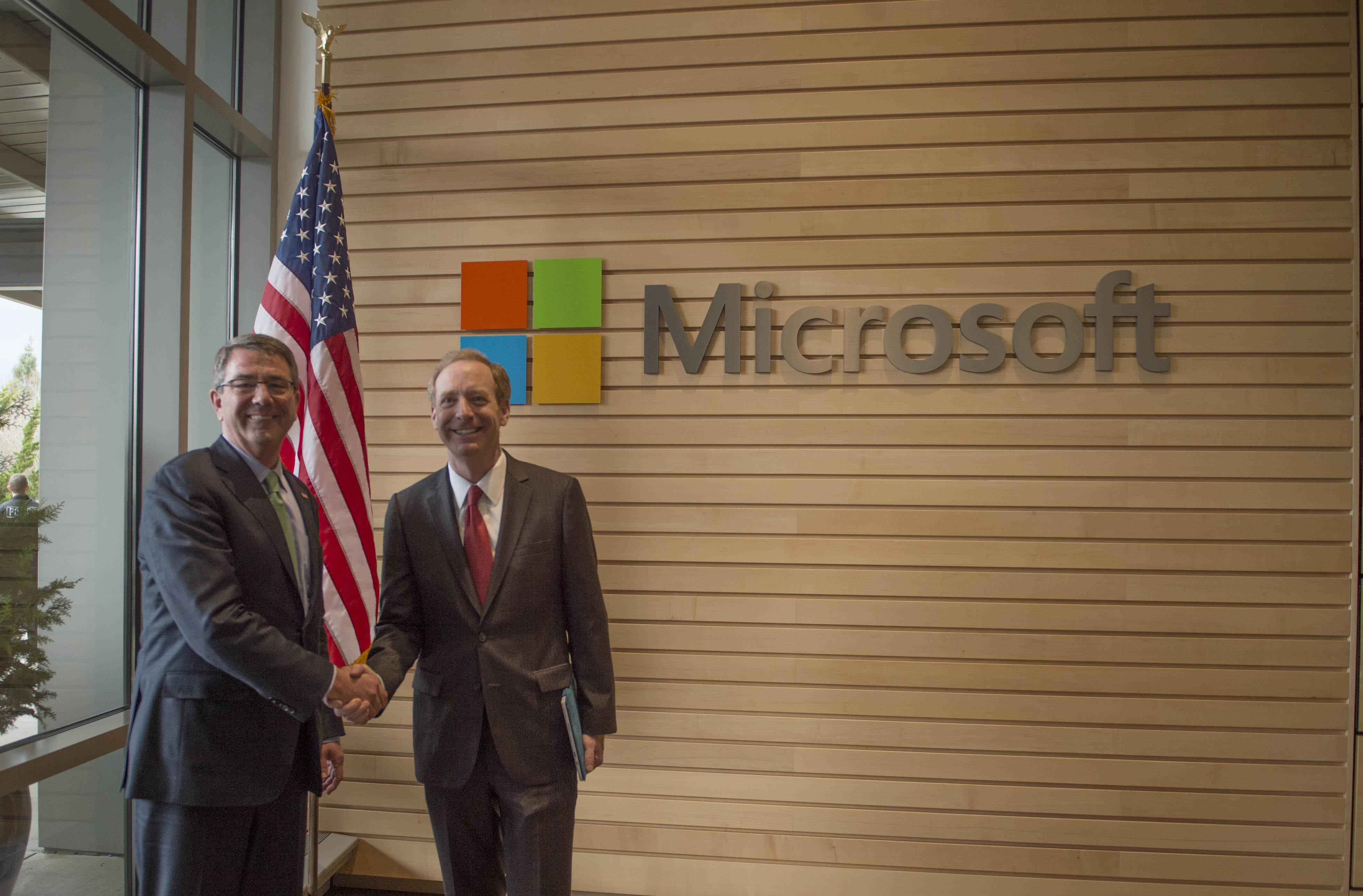
Reunião de Brad Smith com o Secretário de Defesa Ash Carter em 2016

Smith ingressou na Microsoft em 1993 e supervisionou a resolução dos casos antitruste da empresa. Durante três anos liderou a equipe de assuntos jurídicos na Europa, depois por cinco anos como conselheiro geral adjunto, antes de ser nomeado conselheiro geral em 2002 e vice-presidente sênior. Como conselheiro geral da Microsoft, Smith trabalhou como advogado e diplomata. Em 2001, a Microsoft tinha acabado de resolver o caso Estados Unidos v. Microsoft Corp., uma batalha antitruste de quatro anos sobre a integração do navegador Internet Explorer com o sistema operacional Microsoft Windows. A candidatura de Smith para o cargo de conselheiro geral no final de 2001 incluía uma apresentação PowerPoint de um único slide que dizia: "hora de fazer a paz". O presidente da Microsoft Bill Gates e o CEO Steve Ballmer concordaram. Smith foi descrito como conciliador com concorrentes e reguladores. Ele liderou negociações para resolver casos com vários concorrentes da Microsoft, incluindo AOL Time-Warner, Sun Microsystems e Be Inc., pagando US$ 5 bilhões aos demandantes, visando resoluções ganha-ganha e recebendo elogios de seus principais conselheiros. Smith também supervisionou negociações com a Comissão Europeia sobre acusações antitruste, reunindo-se com líderes estrangeiros, fazendo lobby e resolvendo a maioria das questões em 2010.
Internamente, Smith pressionou pela diversidade dentro da divisão jurídica da empresa, tornando os bônus dos executivos dependentes do aumento de vagas para minorias raciais, mulheres e LGBTs. Em 2008, as metas não foram cumpridas e os executivos da Microsoft doaram seus bônus para instituições de caridade; as metas de diversidade foram cumpridas todos os anos subsequentes. Em 2013, o National Law Journal nomeou-o um dos "100 advogados mais influentes da América".
Em 2014, Smith era o membro mais antigo da liderança da Microsoft e considerado "um embaixador de fato para a indústria de tecnologia em geral", ganhando aplausos de funcionários do Departamento de Estado dos EUA como Anne-Marie Slaughter e Stuart Eizenstat. Ele entrou com quatro processos diferentes defendendo dados de clientes contra o governo dos EUA de 2013 a 2016, além de ser um notável apoiador da Apple Inc. quando o FBI exigiu acesso a um iPhone bloqueado. Ele conseguiu organizar uma coalizão, incluindo rivais como Google, Yahoo! e Apple, Inc. para apoiar a Microsoft em Microsoft Corp. v. Estados Unidos, um caso inicialmente arquivado em 2013, no qual a empresa contesta o direito dos Estados Unidos de obter acesso ao e-mail de um usuário da Irlanda.
Smith foi promovido a presidente e diretor jurídico da Microsoft em 2015 pelo CEO Satya Nadella, tornando-se o primeiro presidente da Microsoft desde Richard Belluzzo em 2002. Nessas funções, foi responsável pelos assuntos corporativos, externos e jurídicos da Microsoft. Dentro de três meses em seu novo cargo, Smith anunciou o lançamento da Microsoft Philanthropies, um ramo da empresa dedicado a doar dinheiro e serviços para o bem público. Nos dois anos seguintes, a Microsoft Philanthropies doou dezenas de milhões em subsídios para organizações educacionais e de refugiados, e forneceu centenas de milhões em serviços do Microsoft Azure para pesquisa.
Como presidente da Microsoft, Smith continuou a se destacar em questões de privacidade e imigração. Ele criticou o governo de Donald Trump pela proibição da entrada de imigrantes de países com maioria mulçumana e disse que a Microsoft defenderia seus funcionários afetados pela ordem. Em fevereiro de 2017, Smith propôs uma "convenção de Genebra digital" durante a conferência de segurança cibernética RSA em São Francisco. Isso ocorreu após um taque de ransomware WannaCry que se acredita ter partido do governo da Coreia do Norte. A proposta foi posteriormente apresentada às Nações Unidas em Genebra no mês de novembro. A convenção seria um tratado internacional que observaria a guerra cibernética patrocinada pelo Estado, protegeria a infraestrutura civil e garantiria a neutralidade das empresas de tecnologia, a ser supervisionado por um organismo internacional inspirado na Agência Internacional de Energia Atômica ou na Cruz Vermelha que monitorizaria o acordo e identificaria os infratores.
Também em 2017, ele firmou uma parceria entre a Microsoft e o Escritório do Alto-comissário das Nações Unidas para os Direitos Humanos que o Escritório chamou de "inovadora" e um "marco", doando US$ 5 milhões ao longo de cinco anos para desenvolver tecnologia para apoiar o trabalho da organização. Ele liderou a Microsoft em duas iniciativas ambiciosas para levar tecnologia para zonas rurais dos Estados Unidos, a Rural Airband Initiative, que levaria acesso à internet banda larga a 12 estados até 2022 e o programa TechSpark para investir em empregos tecnológicos em seis áreas rurais e metropolitanas menores, começando por Dakota do Norte e Wisconsin.

### Outros trabalhos
Em 2014, Smith foi nomeado para o Conselho de Curadores da Universidade de Princeton para um mandato de quatro anos. Ele faz parte do conselho de administração da Code.org desde 2013, ano em que foi fundada, e no conselho de administração da Netflix desde 2015.
De 2016 a 2017, Smith integrou o conselho consultivo de economía digital do Departamento de Comércio dos Estados Unidos.